# Vanilla yersiniana
Vanilla yersiniana là một loài thực vật có hoa trong họ Lan. Loài này được Guillaumin & Sigaldi miêu tả khoa học đầu tiên năm 1964.